# Herb guberni augustowskiej

Herb guberni augustowskiej w latach 1837–1844

Herb guberni augustowskiej w latach 1845–1866

Herb guberni augustowskiej przedstawiał na tarczy czerwonej dwudzielnej w słup w polu prawym Pogoń, w polu lewym niedźwiedzia czarnego wspiętego ze złotą obrożą zwróconego w lewo.
Herb był tożsamy z herbem wcześniejszego województwa augustowskiego. 5 (17) października 1845 r. Namiestnik Królestwa Polskiego zatwierdził nowy rysunek herbu. 26 maja (7 czerwca) 1849 r. herb uzyskał najwyższe zatwierdzenie cesarskie.